# Antônio Carlos Ribeiro de Andrada (III)
Antônio Carlos Ribeiro de Andrada, "o senador", (Santos, 3 de março de 1835 — Barbacena, 26 de dezembro de 1893) foi um  político brasileiro, juiz, deputado geral no Império e senador constituinte estadual por Minas Gerais na República. Pertence à segunda geração dos Andradas e é o terceiro político deste nome.

## Biografia
Da segunda geração dos Andradas e terceiro deste nome. Era filho do conselheiro Martim Francisco Ribeiro de Andrada e de Gabriela Frederica Ribeiro de Andrada, irmão de José Bonifácio, o Moço e do Conselheiro Martim Francisco, o Moço. Pelo lado materno era neto e pelo lado paterno era sobrinho-neto de José Bonifácio de Andrada e Silva, o Patriarca da Independência.
Formou-se em ciências jurídicas e sociais pela Faculdade de Direito de São Paulo em 1862. Em 1864 transferiu-se para Barbacena, Minas Gerais.
Contraiu matrimônio em Barbacena com Adelaide de Lima Duarte, irmã do Visconde de Lima Duarte, José Rodrigues de Lima Duarte, senador no Império, e filha do Comendador Feliciano Coelho Duarte, proprietário da Fazenda da Borda do Campo, e de Constância Emídia de Lima Duarte, e ainda, pelo lado materno, sobrinha do Comendador Francisco de Paula Lima e bisneta do inconfidente mineiro Coronel José Aires Gomes. Deste consórcio teve treze filhos, dele resultou o ramo mineiro da família Andrada. Foram pais de Antônio Carlos Ribeiro de Andrada, presidente do Estado de Minas e do  Embaixador  José  Bonifácio  de  Andrada ,  casado  com  Corina  Lafayete  de  Andrada,  filha  do  Conselheiro  Lafayete  Rodrigues  Pereira,  que  foram  os  pais  de  José  Bonifácio  Lafayete  de  Andrada  que  foi  deputado  e  Presidente  da  Câmara  dos  Deputados.   Antonio  Carlos  Ribeiro  de  Andrada, que  foi  Presidente  da  Câmara  ,  da  Assembléira  Constituinte  de  1934 e  Presidente  do  estado  de  Minas  Gerais  em  1930, era  irmão  do  Embaixador   José  Bonifácio.
Foi jornalista e advogado, juiz municipal e de órfãos, vereador e presidente da Câmara Municipal de Barbacena. Foi deputado geral no Império (1885 e 1886). Em 1886 declarou-se republicano, fato que provocou repercussão em razão da projeção dos irmãos José Bonifácio, o Moço e Martim Francisco, o Moço.
Em fevereiro de 1886, juntamente com Ernesto Antunes de Campos, Carlos Pereira de Sá Fortes e José Augusto Durães Castanheira, dirigiu a Associação Jornalística de Barbacena, fundadora do Correio de Barbacena, editado sob responsabilidade de Frederico Salgado.
Com a República candidatou-se em 15 de setembro de 1890, sem sucesso, à Constituinte Federal recebendo 12.785 votos. Em janeiro de 1891 foi eleito senador constituinte estadual e participou, com voto favorável, da sessão do Congresso mineiro que decidiu pela mudança da capital de Minas Gerais de Ouro Preto para Belo Horizonte.

## A mudança da capital
Na sessão do Congresso Estadual de 5 de junho de 1891, em que se discutiu o art. 121 do projeto de Constituição do Estado, subscreveu o substitutivo, juntamente com Henrique Diniz e Silva Fortes e outros, determinando que a mudança da capital do Estado se fizesse para ponto acolhido por comissão de cinco membros no vale do Rio das Velhas, no vale do Rio Grande, na Várzea do Marçal e no planalto da Mantiqueira. Apresentou, ainda, emenda mandando substituir, no referido art. 121, a expressão  para um ponto central no Vale do Rio das Velhas por para a Cidade de Barbacena.
Em 13 de dezembro de 1893, reuniu-se o Congresso Mineiro em Barbacena para deliberar sobre a mudança da capital do Estado. O senador estadual Antônio Carlos estava com Bias Fortes, Henrique Diniz e Silva Fortes, entre os que apoiaram a mudança para Belo Horizonte, emenda vitoriosa por dois votos apenas.
| “ | Com aprovação, por dois votos, dessa emenda, escreveu Abílio Barreto, estava escolhida Belo Horizonte para a nova Capital de Minas. Desses dois votos vitoriosos um foi o do Sr. Antônio Carlos, que, segundo a tradição, estava enfermo, impossibilitado de andar, e se transportou ao Congresso carregado em uma cadeira | ” |

 De fato 13 dias depois viria a falecer na sua Fazenda da Borda do Campo.
Xavier da Veiga registrou este falecimento nas suas "Efemérides Mineiras" com estes comentários:
| “ | O Dr. Antônio Carlos Ribeiro de Andrada, chefe de família modelo, que soube educar primorosamente, tornado-a digna das tradições gloriosas vinculadas ao nome dos Andradas, distinguia-se igualmente como cidadão patriota e por um espírito de inflexível probidade e pela paixão nobre do direito e da justiça, que mais se acentuava quando ele via o pobre, o fraco, o desvalido, vítimas de potentados audazes. Então, enfrentando os perseguidores, punha todo o seu valimento ao dispor dos infelizes, não raro livrando-os de inqüidades revoltantes. Era uma alma generosa e grande, leal, expansiva e, na intimidade dos amigos, iluminada pelos mais cativantes afetos. Por tudo isso, seu passamento causou sincero e intenso pesar, não só em Barbacena, onde era geral na população a estima e o respeito que o circundava, como em todos os lugares em que tinha conhecidos, o que vale dizer-se amigos e apreciadores dos belos dotes morais que o distinguiram | ” |

## Descendência familiar
Foram seus filhos:
- Martim Francisco Duarte de Andrada, falecido em 1911, casado com Maria José Fonseca de Andrada, filha do Comendador Francisco Ferreira de Assis Fonseca;
- Antônio Carlos Ribeiro de Andrada (IV), presidente do estado de Minas Gerais, casado com Julieta  Guimarães de Andrada, filha dos Barões de Rio Preto e neta do Marquês de Olinda, falecida em 1938;
- Embaixador José Bonifácio de Andrada e Silva, deputado federal e diplomata, c/c Corina Lafayette de Andrada, fiha do Conselheiro Lafayette Rodrigues Pereira e de Francisca Coutinho Rodrigues Pereira;
- João Evangelista Ribeiro de Andrada c/c Laura da Costa Andrada, filha do Comendador José da Costa Rodrigues e de Cândida de Lacerda Rodrigues;
- Narcisa Andrada de Miranda Ribeiro, falecida em 1932, c/c Desembargador José Cesário de Miranda Ribeiro, neto do seu homônimo Visconde de Uberaba;
- Maria Antônia de Andrada Serpa c/c Coronel José Maria Serpa, filho do Tenente-Cel. Alípio Napoleão Serpa e Maria da Penha Serpa;
- Maria José de Andrada Lacerda Rodrigues c/c Amadeu Lacerda Rodrigues, filho do Comendador José da Costa Rodrigues e Cândida de Lacerda Rodrigues.
- José Rodrigues Duarte de Andrada, falecido em 1904;
- Gabriela Frederica Ribeiro de Andrada, religiosa;
- Maria Flora Ribeiro de Andrada;
- Constança Ribeiro de Andrada; religiosa;
- Maria Antonieta de Andrada, religiosa e
- Carlota de Andrada, religiosa.